# Pryteria apicalis
Pryteria apicalis är en fjärilsart som beskrevs av Rothschild 1909. Pryteria apicalis ingår i släktet Pryteria och familjen björnspinnare. Inga underarter finns listade i Catalogue of Life.